# Gopalganj (huyện)
Huyện Gopalganj là một huyện thuộc bang Bihar, Ấn Độ. Thủ phủ huyện Gopalganj đóng ở Gopalganj. Huyện Gopalganj có diện tích 2033 ki lô mét vuông. Đến thời điểm năm 2001, huyện Gopalganj có dân số 2149343 người.